# Gabriel Claverie
Pour les articles homonymes, voir Claverie.
Gabriel Claverie, né le 27 septembre 1915 à Labouheyre et mort le 14 août 2002 à Labenne, ayant vécu à Bordeaux, est un coureur cycliste français, stayer spécialiste du demi-fond et recordman du monde de l’heure sur route derrière grosse moto, avec 83,300 km, le 2 décembre 1948 (sur une route des Landes),,.

## Palmarès
- 1938
  - 2e du championnat de France militaires sur route
- 1939
  - Bordeaux-Biarritz
  - 3e de Bordeaux-Angoulême
- 1945
  - 3e du championnat de France de demi-fond
- 1947
  - Grand-Prix Raoul Doléac, derrière moto
- 1948
  - 2e du championnat de France de demi-fond
- 1952
  - 3e du championnat de France de demi-fond